# Шубрюг Полуденный

Шубрюг Полуденный — река в России, протекает в Мурашинском районе Кировской области. Река служит левой составляющей реки Шубрюг, образует его, сливаясь с рекой Шубрюг Северный. Длина реки составляет 25 км, площадь водосборного бассейна 211 км².
Исток реки в лесах в 16 км к северо-западу от посёлка Мураши. Исток находится на водоразделе Моломы и Великой, рядом с истоком Шубрюга Полуденого находится исток реки Волосницы. Река течёт на юго-запад, всё течение проходит по ненаселённому лесному массиву.

## Притоки (км от устья)
- 8,6 км: река Каменка (пр)
- 10 км: река Большая Белая (лв)
- река Поликарповка (пр)

## Данные водного реестра
По данным государственного водного реестра России относится к Камскому бассейновому округу, водохозяйственный участок реки — Вятка от города Киров до города Котельнич, речной подбассейн реки — Вятка. Речной бассейн реки — Кама.
По данным геоинформационной системы водохозяйственного районирования территории РФ, подготовленной Федеральным агентством водных ресурсов:
- Код водного объекта в государственном водном реестре — 10010300312111100035683
- Код по гидрологической изученности (ГИ) — 111103568
- Код бассейна — 10.01.03.003
- Номер тома по ГИ — 11
- Выпуск по ГИ — 1